# Capilla del MIT
La Capilla del MIT o Building W15 es una capilla sin denominación diseñada por el destacado arquitecto Eero Saarinen. Fue dedicada en 1955, (terminada en 1956) y está ubicada en el campus del Instituto de Tecnología de Massachusetts en Cambridge (Estados Unidos), junto al Auditorio Kresge y el Kresge Oval, que también diseñó Saarinen. Aunque es un edificio pequeño, la Capilla a menudo se destaca como un ejemplo exitoso de la arquitectura moderna de mediados de siglo en los Estados Unidos. Saarinen también diseñó el paisaje que rodea las tres ubicaciones.

## Diseño
Desde el exterior, la capilla es un simple cilindro de ladrillo sin ventanas ubicado dentro de un foso de hormigón muy poco profundo. Son 15 m de diámetro y 9 m de altura, y rematado por un chapitel de aluminio. El ladrillo está sostenido por una serie de arcos rebajados. Saarinen eligió ladrillos rugosos e imperfectos para crear un efecto de textura. El conjunto está ambientado en dos arboledas de London Planetrees, con un largo muro al este, todo diseñado por Saarinen. El muro y los árboles proporcionan un fondo uniforme para la capilla y aíslan el sitio del ruido y el bullicio de los edificios adyacentes.
Dentro hay un espacio íntimo, impresionante en su impacto visual inmediato. Las paredes interiores sin ventanas son de ladrillo ondulado. Como una cascada de luz, una escultura de metal de altura completa de Harry Bertoia brilla desde la claraboya circular hasta un pequeño altar de mármol sin adornos. La luz natural se filtra hacia arriba desde rendijas poco profundas en las paredes y capta la luz reflejada ondulante del foso; esta tenue luz ambiental se complementa con iluminación artificial. La aguja curva y el campanario de la capilla fueron diseñados por el escultor Theodore Roszak y se agregaron en 1956.
La capilla tiene un excelente órgano que fue diseñado a medida para el espacio por Walter Holtkamp de Holtkamp Organ Company, ubicada en Cleveland. Holtkamp jugó un papel decisivo en la década de 1950, en el renacimiento de la escuela clásica de construcción de órganos. En mayo de 1970, el músico Ned Lagin interpretó una pieza de música electrónica de ocho canales y cuatro grabadoras especialmente creada para la capilla en presencia de Jerry García, Phil Lesh y Mickey Hart. Aunque Hart se desmayó, García y Lesh invitaron a Lagin a unirse a Grateful Dead en California.
Leland M. Roth incluyó el edificio en su History of American Architecture, usándolo para ilustrar el contraste entre el enfoque de Saarinen y el de Mies van der Rohe (quien diseñó una capilla para el Instituto de Tecnología de Illinois). Roth dijo que "a través de la pura manipulación de la luz y su enfoque en un bloque de altar de mármol blanco resplandeciente, Saarinen creó un lugar de tranquilidad mística".

## Renovación 2014
En el verano de 2014, el MIT inició la primera renovación integral de la Capilla desde su construcción original. El foso se reconstruyó para reparar las filtraciones y permitir que se rellene con agua que se recircula y se filtra. Se reparó la envolvente exterior del edificio y se realizaron restauraciones internas y mejoras en los sistemas mecánicos. La Capilla fue reabierta en 2015.
Con la demolición del cercano Bexley Hall y su reemplazo por un jardín paisajístico, la Capilla del MIT se hizo más visible desde la avenida Massachusetts por primera vez. Las renovaciones preservaron la Capilla como un santuario de tranquilidad, a solo unos pasos de la bulliciosa entrada de 77 Massachusetts Avenue al Corredor Infinito, del Auditorio Kresge y del Centro Estudiantil Stratton.